# Solms-Baruth

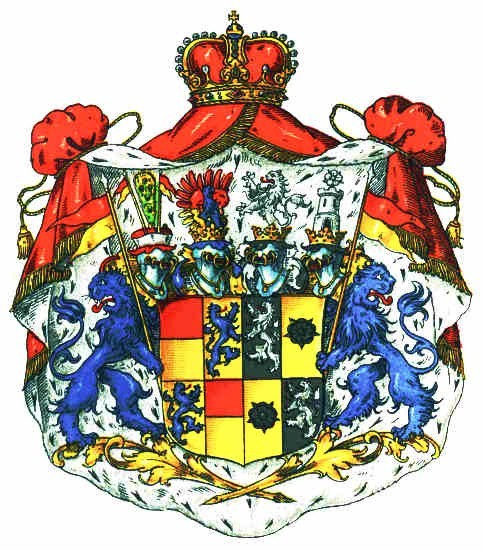
Escudo de armas del Príncipe de Solms-Baruth.

Solms-Baruth fue un Estado en la Baja Lusacia, Alemania, desde el siglo XVI hasta 1945.

## Historia

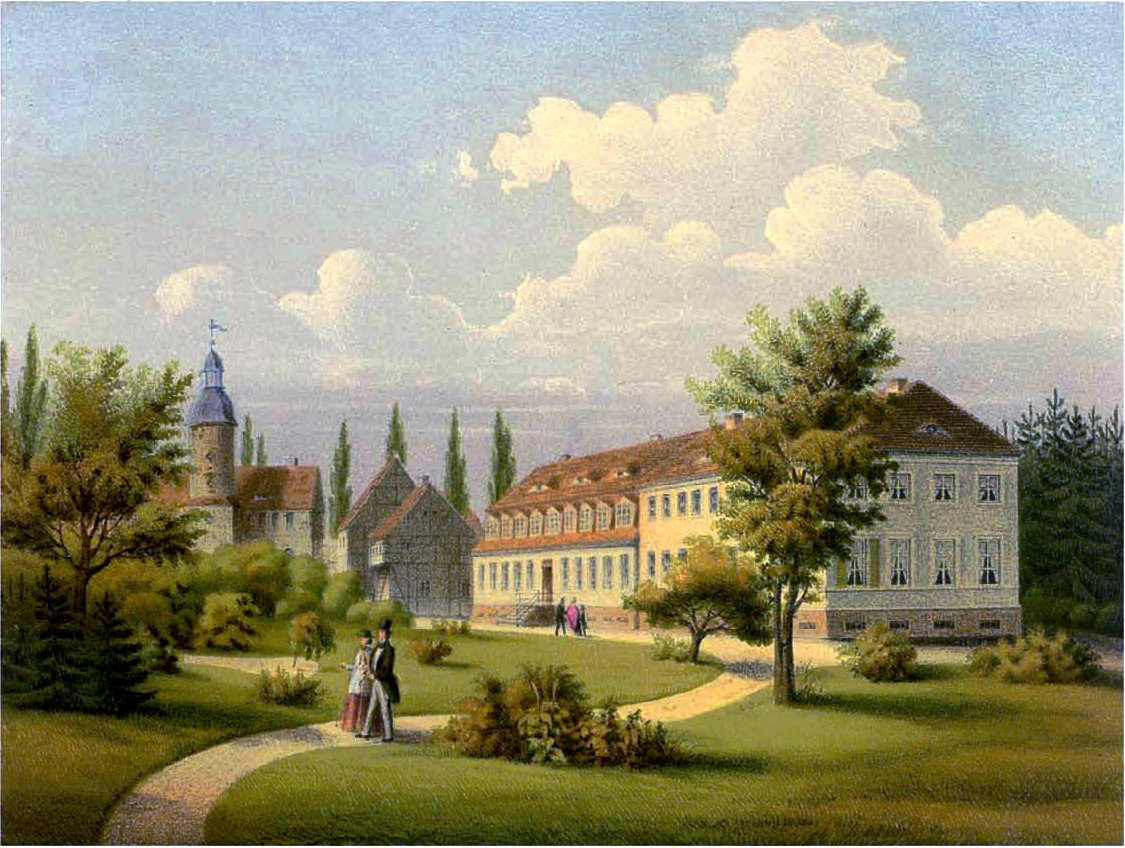
Castillo de Baruth en el siglo XIX, sede de la familia Solms-Baruth (colección Duncker).

Solms-Baruth fue uno de los muchos Estados menores del Sacro Imperio Romano Germánico. La Casa de Solms tuvo su origen en Solms, Hesse.
Perdió su independencia con la mediatización alemana de 1806. Inicialmente pasó al reino de Sajonia. En 1815, cuando Sajonia fue penalizada en el Congreso de Viena por su lealtad a Napoleón con la confiscación de una parte significante de su territorio, Solms-Baruth fue transferido a Prusia. El representante prusiano en el Congreso fue Karl August von Hardenberg y su asistente, el Conde de Solms-Sonnewalde. 
La finca de Solms-Baruth fue hasta 1945 propiedad de la familia Solms-Baruth; la finca consistía en el Castillo sede familiar, diez poblaciones y 15.000 hectáreas de terreno agrícola y forestal.

## Gobernantes
- Otón, Conde de Solms-Sonnenwalde (1596-1612)
- Federico Alberto, Conde de Solms-Sonnenwalde (1612-1615)
- Juan Jorge II (1615-1632), Conde de Solms-Baruth en Wildenfels

### Condes de Solms-Baruth
- Juan Jorge III (1632-1690)
- Federico Segismundo I (1632-1696)
- Federico Segismundo II (1696-1737)
- Federico Gottlob Enrique (1737-1787)
- Federico Carlos Leopoldo (1787-1801)
- Federico Enrique Luis (1801-1879)

### Príncipes de Solms-Baruth
- Federico I (1879-1904), desde 1888
- Federico II (1904-1920)
- Federico III (1920-1951)
- Federico IV (1951-2006)
- Federico V (2006 -)